# Pussy (Savoie)
Pussy (Franse uitspraak: [pysi]) is een klein dorp in de gemeente La Léchère in het departement Savoie in Frankrijk. Het is gelegen aan de oostelijke helling van Mont Bellachat boven de linkeroever van de Isère, 9 km ten noordwesten van Moûtiers. De naam komt uit de Romeinse persoonlijke naam Pussius, die verwijst naar de eigenaar van de plaats in het Romeinse tijdperk. 
De oppervlakte van het dorp is 18 km². De lokale kerk, gewijd aan Sint Johannes de Doper, werd in 1669 herbouwd. In 1561 werd de bevolking geregistreerd als 1455 mensen, 548 in 1776 en 276 in 1979. Pussy en diverse andere kleine dorpen werden samengevoegd tot de gemeente La Léchère voor administratieve doeleinden in 1972.
Bonneval · Celliers · Doucy · Feissons-sur-Isère · Naves · Notre-Dame-de-Briançon · Petit-Cœur · Pussy